# Кунилейд, Александр
Александр Кунилейд (22 ноября 1845, Аудру — 27 июля 1875. Полтава) — эстонский композитор и органист. Считается одним из основателей эстонской хоровой музыки.

## Жизнь и творчество
Александр Себельман родился в уезде Пярнумаа в семье учителя. Как и у его брата Фридриха Аугуста Себельмана, у него рано проявилась музыкальная одарённость. Первое музыкальное образование он получил от своего отца, который играл на органе и фортепиано. С 16 лет получал музыкальное образование в Валкской учительской семинарии, где преподавал музыку известный латышский музыкант Янис Цимзе. Окончил семинарию в 1865 году.
Затем Александр Себельман три года проработал учителем в Пайсту. Там он часто играл на органе в местной церкви. Он подружился с рядом видных представителей эстонского национального возрождения: Карлом Робертом Якобсоном, Йоханом Вольдемаром Яннсеном и его дочерью Лидией Койдулой. В 1868 году он стал помощником преподавателя Видземской семинарии. Свою немецко-звучащую фамилию он поменял на фамилию Кунилейд, — по девизу Якобсона Otsi, kuni leiad («Ищи, пока не найдёшь»).
По просьбе Якобсона Кунилейд принял участие в первом эстонском празднике песни в 1869 году и сыграл там важную роль. Кунилейд написал в этот период множество песен для хора, таких как Mu isamaa on minu arm, Sind surmani и Mu isamaa nad olid matnud, которые сегодня относятся к эстонской национальной классике.
Якобсон включил произведения Кунилеида в свою знаменитую коллекцию эстонских песен Wanemuine Kandle Healed (первый том 1869, второй том 1871). Во время эстонского фестиваля песни 1869 года Кунилейд наряду с Яннсеном был главным организатором и председателем жюри хорового пения.
В 1871 году Кунилейд вместе со своим младшим братом Фридрихом Себельманом, также окончившим в Валкскую учительскую семинарию, переехал в Санкт-Петербург. Изначально оба жили в достаточно стеснённых условиях. Александр Кунилейд работал преподавателем эстонского в Гатчине, позднее в семинарии Колпина. В 1873 году здоровье Кунилейда стало ухудшаться. Он переехал в Полтаву, где получше климат, работал там учителем и органистом. Там он скончался летом 1875 года. Был похоронен на городском кладбище в Полтавы, которое ликвидировали после Второй мировой войны.